# Robert d’Estampes
Robert d'Estampes (ca. 1360 – ca. 1420) was de heer van Salbris. Hij werd opgevoed aan het hof van hertog Jan van Berry. Hij werd de favoriet van de hertog en bleef het zijn leven lang. Robert, ook Robinet genoemd, werd benoemd tot Garde des joyaux van de hertog en kapitein van de Grote Toren van Bourges. Hij werd in mei 1404 in de adelstand verheven door Karel VI, de neef van zijn beschermer.
In 1412 schonk Jean de Berry hem de Très belles heures de Notre-Dame. Het getijdenboek zou in de familie blijven tot in de 18e eeuw. Een ander deel van het werk, een missaal en een gebedenboek (de suffragia), bleef onvoltooid, werd verkocht en kwam terecht bij de familie Beieren-Straubing. Hiervan kwam een deel terecht in de universiteitsbibliotheek van Turijn. Deze bibliotheek zou later omgevormd worden tot de Biblioteca Nazionale di Torino. In 1904 woedde er een brand en de helft van de 4200 manuscripten van de bibliotheek werd vernietigd, ook dit handschrift ging in de vlammen op. Het andere deel kwam terecht in Milaan, maar wordt tegenwoordig bewaard in het Museo Civico van Turijn.
In 1416 was hij vereffenaar van het testament van de hertog. Hij trouwde met Jacquette Rolland, dochter van Imbault, de dokter van de hertog.
De kinderen van Robert werden aanvaard door de hoge en oude hofadel omwille van hun hoge functies, hun bezittingen en hun uitgekiende huwelijkspolitiek.